# Jan Roguski
Jan Roguski (ur. 18 czerwca 1900 w Warszawie, zm. 7 września 1971 w Poznaniu) – polski naukowiec, lekarz, internista, wieloletni kierownik II Kliniki Chorób Wewnętrznych, rektor Akademii Medycznej w Poznaniu w latach 1953–1955.

## Życiorys
Syn Józefa. Po złożeniu egzaminu dojrzałości w Gimnazjum im. Władysława IV, w 1919 roku rozpoczął studia na Wydziale Lekarskim Uniwersytetu Warszawskiego. Tytuł doktora wszechnauk lekarskich uzyskał 10 lipca 1926 roku. Po odbyciu służby wojskowej w Szkole Podchorążych Sanitarnych Rezerwy, w 1928 roku został starszym asystentem II Kliniki Chorób Wewnętrznych Uniwersytetu Warszawskiego, kierowanej przez profesora Witolda Orłowskiego. W 1938 roku został ordynatorem Oddziału Chorób Wewnętrznych Szpitala Wolskiego. 15 marca 1939 roku uzyskał habilitację i stopień docenta, na podstawie pracy Gospodarka wodna, chlorowa i białkowa w przewlekłej niewydolności krążenia. Przez cały okres okupacji pełnił funkcję ordynatora, prowadząc jednocześnie tajne nauczanie dla studentów Tajnego Uniwersytetu Warszawskiego i Tajnego Uniwersytetu Ziem Zachodnich. Jesienią 1941 roku opiekował się chorym Edwardem Śmigłym-Rydzem. Podczas powstania warszawskiego przebywał w stolicy, udzielając pomocy lekarskiej powstańcom i ludności cywilnej.
W lutym 1946 roku został powołany na stanowisko kierownika II Kliniki Chorób Wewnętrznych i profesora nadzwyczajnego Uniwersytetu Poznańskiego. Po wydzieleniu Akademii Medycznej został jej wykładowcą, w latach 1953–1955 pełnił funkcję rektora. Od 1951 roku był członkiem Rady Naukowej przy Ministrze Zdrowia, w latach 1951–1957 członkiem Rady Naukowej i dyrektorem do spraw naukowych Instytutu Balneoklimatycznego w Poznaniu. W 1958 roku uzyskał tytuł profesora zwyczajnego. Był autorem około 150 publikacji naukowych i sześciu podręczników akademickich. Pełnił funkcję przewodniczącego Komitetu Nauk Klinicznych Niezabiegowych Polskiej Akademii Nauk, był członkiem rad naukowych Instytutu Leków, Instytutu Hematologii oraz Instytutu Żywności i Żywienia, od 1951 roku członkiem korespondentem Towarzystwa Naukowego Warszawskiego, członkiem Poznańskiego Towarzystwa Przyjaciół Nauk, członkiem, w latach 1957–1963 prezesem Zarządu Głównego, a od 1963 roku członkiem honorowym Towarzystwa Internistów Polskich. Został odznaczony między innymi Krzyżem Kawalerskim (1954) i Komandorskim Orderu Odrodzenia Polski. Jego żona, Jadwiga, również była lekarką i naukowcem.
Zmarł 7 września 1971 roku i został pochowany na Cmentarzu Junikowskim (pole 15-B-4-7).

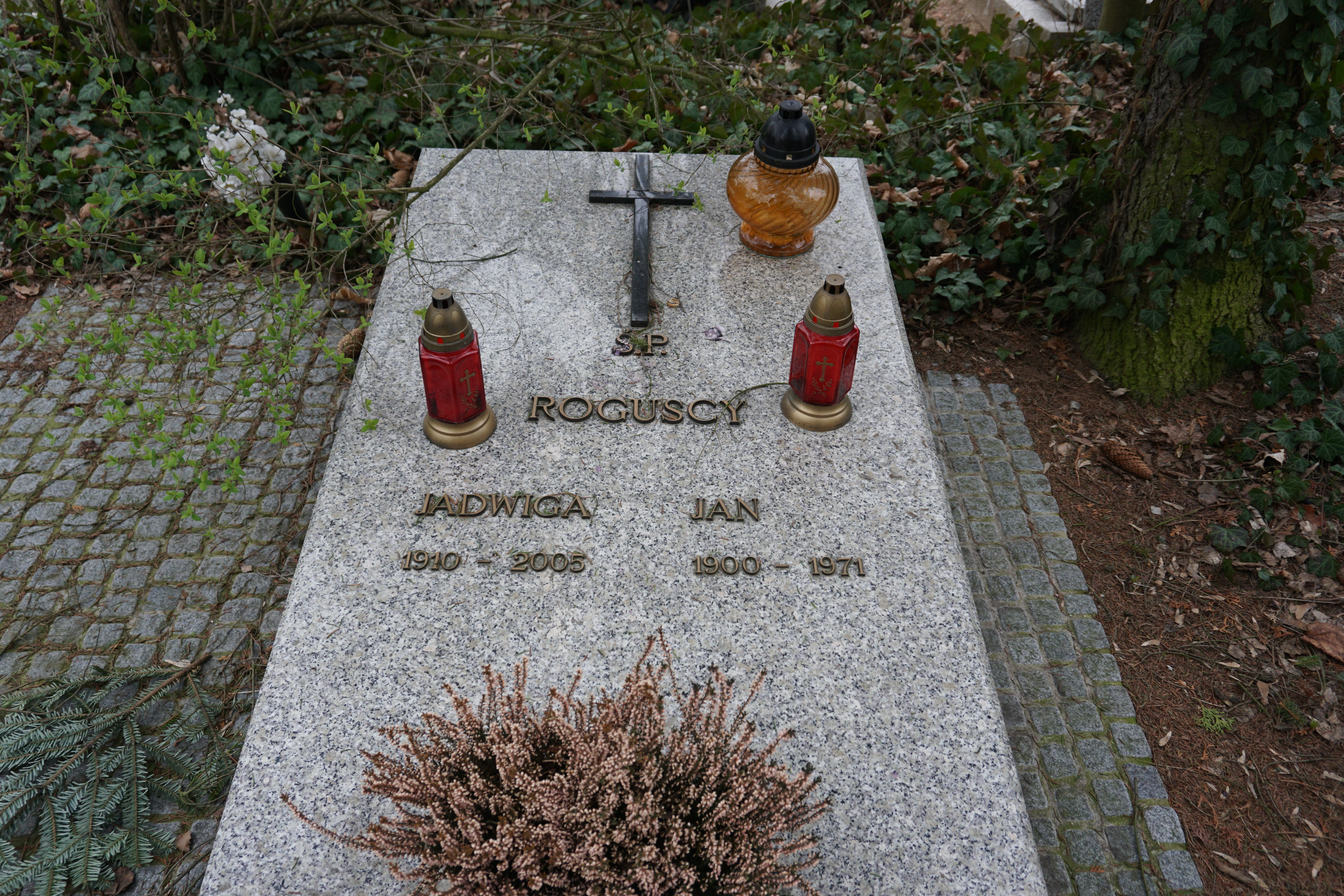
Grób prof. Jana Roguskiego na Cmentarzu Junikowskim